# Tinglev Sogn
Tinglev Sogn (deutsch Tingleff) ist ein Kirchspiel (dän.: Sogn) in der Aabenraa Kommune, Region Syddanmark. Den Mittelpunkt der Gemeinde bildet die romanische Tinglev Kirke.

## Gemeindegebiet
Zur recht großflächigen Gemeinde um Tinglev gehören unter anderem die Dörfer Broderup (Brauderup), Egebæk (Eggebek), Kravlund (Kraulund), Sofiedal (Sophienthal), Stoltelund, Terkelsbøl (Terkelsbüll) und Vippel (Wippel). Der vormals adelige Gutsbezirk Stoltelund gelangte in den Besitz einer wohltätigen Stiftung in Bredstedt, ging aber schon 1871 in der gleichnamigen Landgemeinde auf.
Nachbargemeinden sind im Westen Burkal und Bylderup, im Norden Bjolderup und Uge, im Osten Kliplev Sogn (Klipleff) und Holbøl Sogn (Holebüll) und im Süden Bov Sogn (Bau) sowie die deutsche Gemeinde in Medelby.
Am 1. Januar 2023 lebten im Gemeindegebiet 3475 Einwohner.

## Geschichte
Die Geest um Tinglev war im Mittelalter recht dünn besiedelt. Zwar erwarben einzelne Güter und das Kloster in Løgumkloster hier einige Streugüter, doch blieb der größte Teil der Gemeinde direkt unter landesherrlicher Verwaltung. Tinglev gehörte zur Schluxharde im Amt Tondern, einem der größten landesherrlichen Distrikte im Herzogtum Schleswig. Stoltelund bildete ein eigenständiges adeliges Gut und wurde erst 1853 der Gerichtsbarkeit der Schluxharde unterstellt.
Nach der Einverleibung des Herzogtums Schleswig in das Königreich Preußen wurden die oben genannten acht Landgemeinden eigenständig, auch das Gut Stoltelund bildete zunächst als Gutsbezirk eine eigene Gemeinde, ging aber schon 1871 in der gleichnamigen Landgemeinde auf. 1872 schloss das kleine Dorf Wippel sich der Gemeinde Tingleff an. Ab 1889 bildete das Kirchspiel einen eigenen Amtsbezirk für 8 Landgemeinden.

## Sohn der Gemeinde

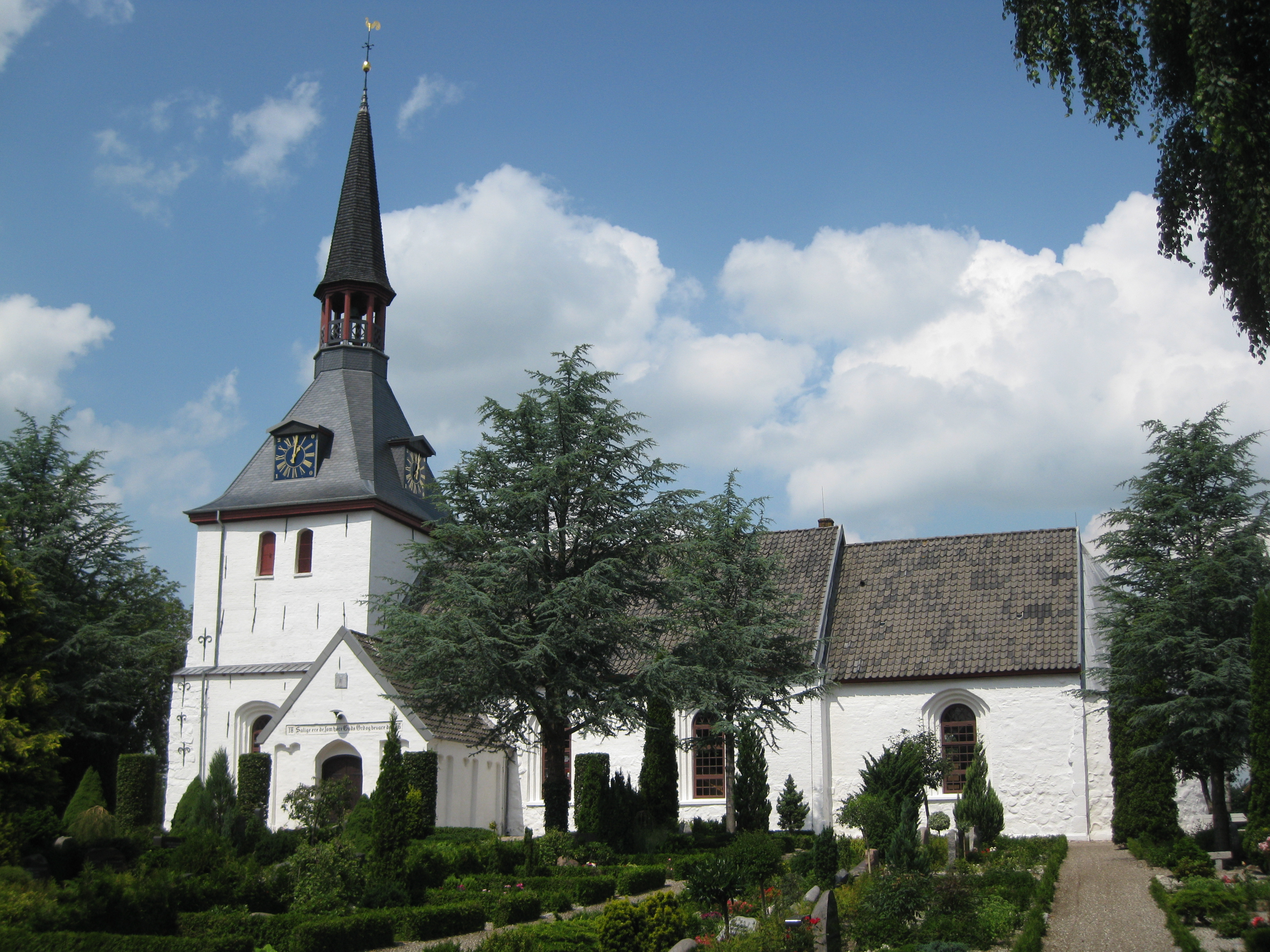
Kirche in Tinglev

- Peter Christian Alnor (1920–2007), deutscher Chirurg, Chefarzt und Ärztlicher Direktor in Braunschweig